# Gerd Schildbach
Gerd Schildbach (* 30. März 1918; † 29. September 2010) war ein deutscher Unternehmer.

## Leben
Schildbach wurde als dritter Sohn des Unternehmers Richard Schildbach geboren. Er studierte Medizin und promovierte an der Medizinischen Fakultät der Universität Innsbruck. Nach der Rückkehr aus der Kriegsgefangenschaft im August 1947 trat er in das Unternehmen seines Vaters ein, die Rheinische Feindraht-Industrie Dr.-Ing. Schildbach KG (RFI). Dort begann er eine Abteilung für isolierte Drähte aufzubauen, die 1950 als Elektrisola Dr. Gerd Schildbach in das Handelsregister eingetragen wurde. Unter seiner Leitung entwickelte sich das Unternehmen zum weltgrößten Hersteller dünner Kupferlackdrähte.

## Ehrungen
- 1998: Bundesverdienstkreuz am Bande
- 2009: Verdienstorden des Landes Südtirol